# Giovan Battista Corniani

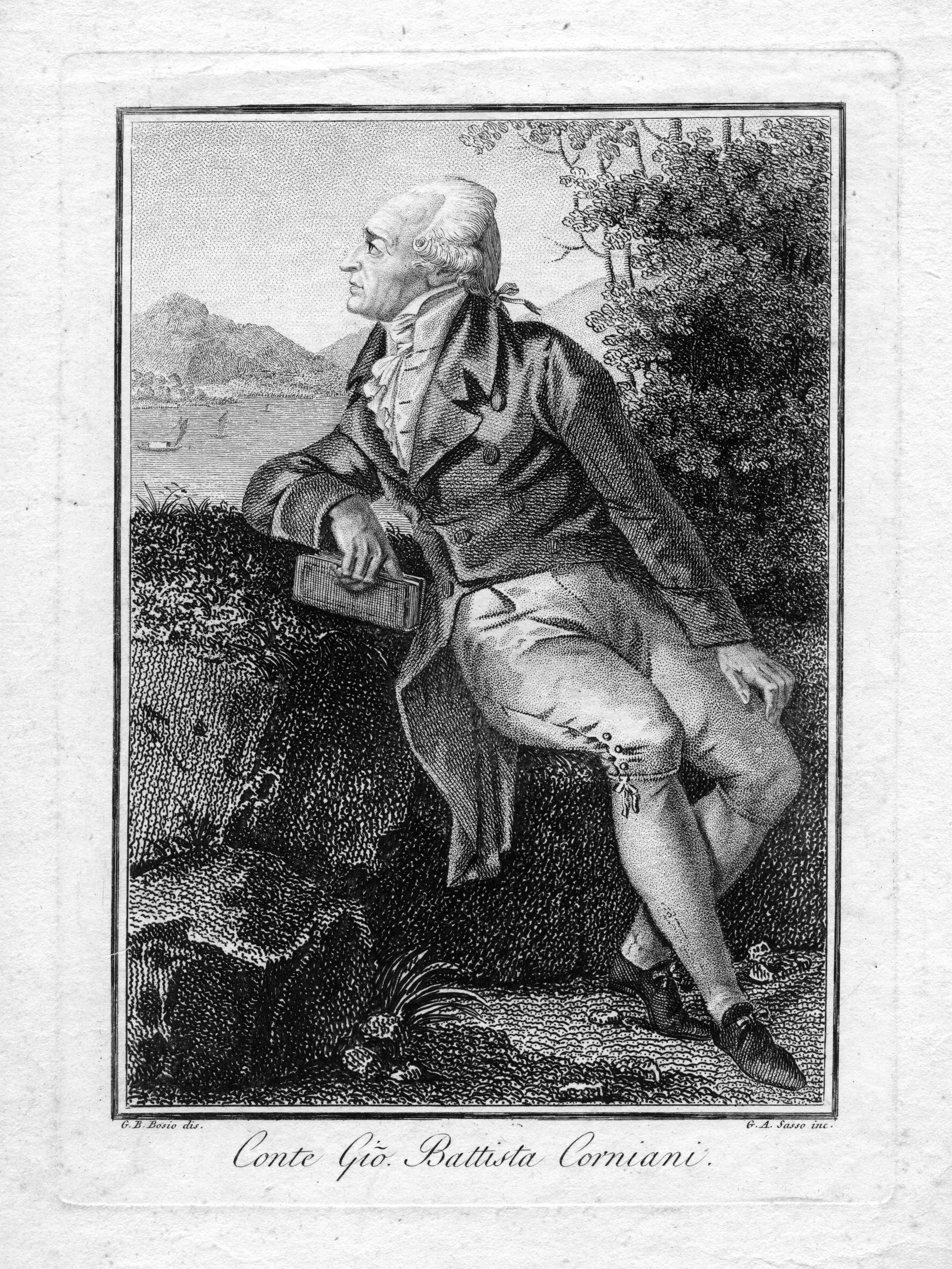
Giovan Battista Corniani.

Giovan Battista (Giambattista) Corniani, född den 28 februari 1742 i Orzinuovi, död den 7 november 1813 i Brescia, var en italiensk greve, ämbetsman och författare.
Corniani utgav åtskilliga avhandlingar i lantbruksvetenskap, deltog i utarbetandet av en civillag för kungariket Italien och författade det stora och synnerligen värdefulla litteraturhistoriska arbetet I secoli della letteratura italiana dopo il suo Risorgimento (1804–1813; flera gånger omtryckt), omfattande tiden från 1100- till 1700-talet.